# Saint-Georges-des-Groseillers
Saint-Georges-des-Groseillers é uma comuna francesa na região administrativa da Normandia, no departamento Orne. Estende-se por uma área de 7,06 km². Em 2010 a comuna tinha 3 272 habitantes (densidade: 463,5 hab./km²).